# Alexander Seger
Leif Alexander Seger, född 20 maj 1996, är en svensk fotbollsspelare.

## Karriär
Seger debuterade för IF Brommapojkarna i Superettan den 3 april 2015 i en 0–1-förlust mot Östersunds FK, där han byttes in i 67:e minuten mot Seth Hellberg.
Inför säsongen 2016 gick Seger till spanska UD San Pedro i Tercera División. Efter en halv säsong gick Seger vidare till Real Avilés i Tercera División (grupp 2) inför säsongen 2016-2017.  Han spelade även för Caudal Deportivo och Los Barrios.
Inför säsongen 2018 värvades Seger av division 1-klubben Sollentuna FK. I november 2019 återvände han till IF Brommapojkarna. Efter säsongen 2021 lämnade Seger klubben.
I januari 2022 värvades Seger av Umeå FC, där han skrev på ett tvåårskontrakt.